# Frances Bondad

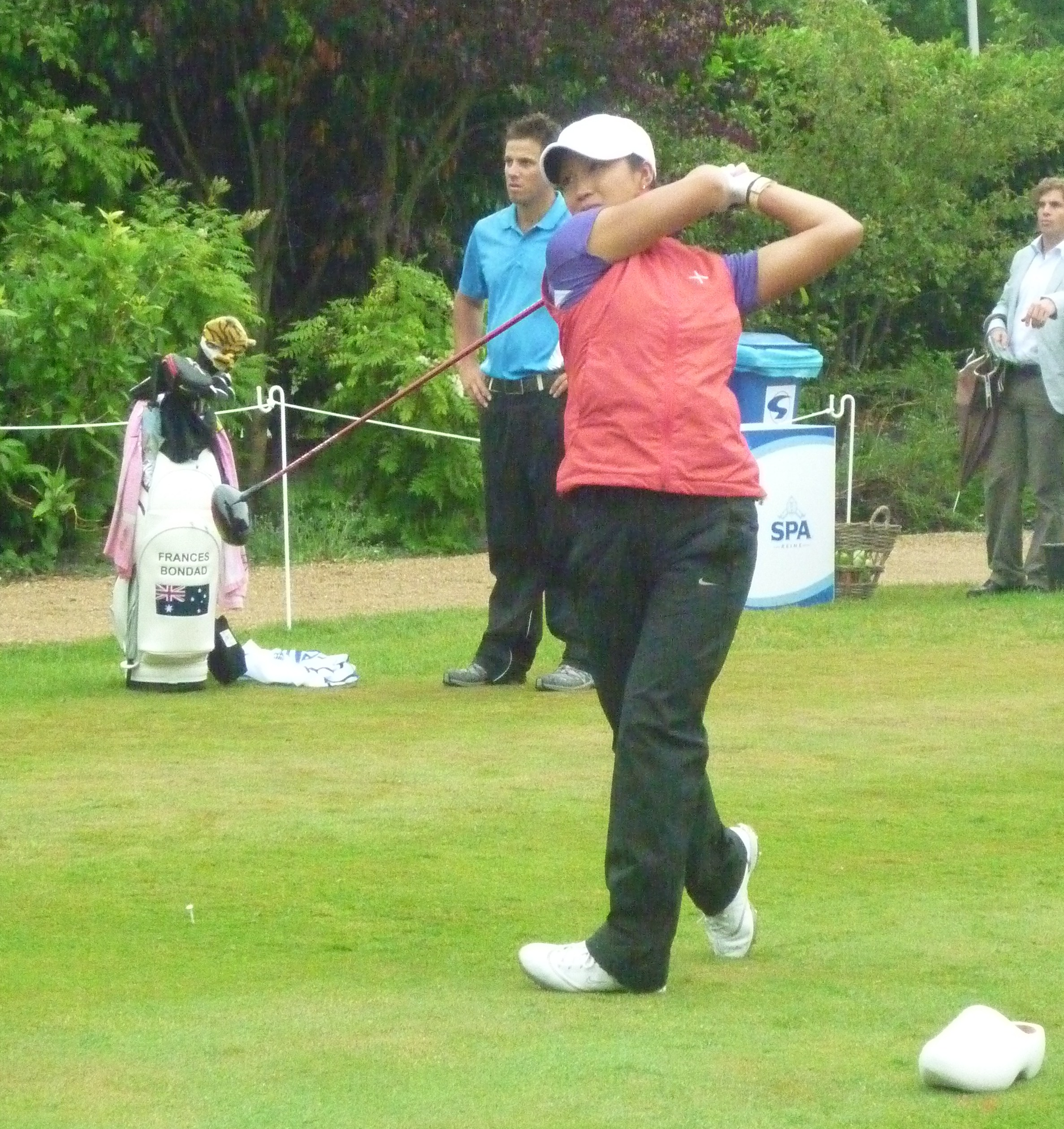
Dutch Open at Broekpolder, 2011

Frances Noelle Bondad (Los Angeles, 21 januari 1988) is een professional golfster met een Filipijnse achtergrond en de Australische nationaliteit. Ze woont in Greystanes, New South Wales.  

## Amateur
In 2006 en 2007 was Bondad de beste amateur in Australië. Ze won onder meer het Australisch Strokeplaykampioenschap in 2007.
Teams
- Espirito Santo Trophy: 2006 (Kaapstad)

## Professional
Op 13 augustus 2007 werd Bondad professional. Op de Tourschool eindigde zij op de derde plaats. In 2008 speelde zij op de Europese Tour. Ze speelde toch maar een paar toernooien en moest weer terug naar de Tourschool. Daar werd ze tweede en in 2009 en 2010 eindigde ze drie keer in de top-10. Ze speelt ook de toernooien van de Australische Tour en stond daar na seizoen 2010-2011 op de 6de plaats. 
In 2011 sloeg zij tijdens de laatste ronde van het Deloitte Ladies Open op Golfclub Broekpolder met een ijzer-4 een hole-in-one op hole 16 en kreeg daarvoor een BMW 640i cabrio met een waarde van ruim € 100.000.

### Gewonnen
Ladies European Tour
- Sanya Ladies Open in China